# Нісса (Орегон)
Нісса (англ. Nyssa) — місто (англ. city) в США, в окрузі Малер штату Орегон. Населення — 3198 осіб (2020).

## Географія
Нісса розташована за координатами 43°52′40″ пн. ш. 116°59′44″ зх. д. / 43.87778° пн. ш. 116.99556° зх. д. (43.877877, -116.995598).  За даними Бюро перепису населення США в 2010 році місто мало площу 4,01 км², уся площа — суходіл.

### Клімат
| Клімат : Нісса          | Клімат : Нісса | Клімат : Нісса | Клімат : Нісса | Клімат : Нісса | Клімат : Нісса | Клімат : Нісса | Клімат : Нісса | Клімат : Нісса | Клімат : Нісса | Клімат : Нісса | Клімат : Нісса | Клімат : Нісса | Клімат : Нісса |
| Показник                | Січ.           | Лют.           | Бер.           | Квіт.          | Трав.          | Черв.          | Лип.           | Серп.          | Вер.           | Жовт.          | Лист.          | Груд.          | Рік            |
| Абсолютний максимум, °C | 17,8           | 20,0           | 27,8           | 33,3           | 37,8           | 42,2           | 43,3           | 41,1           | 37,8           | 33,3           | 25,6           | 19,4           | 43,3           |
| Середній максимум, °C   | 2,0            | 6,7            | 13,1           | 18,2           | 23,1           | 27,3           | 33,1           | 32,2           | 26,4           | 18,8           | 9,2            | 3,4            | 17,8           |
| Середній мінімум, °C    | −6,1           | −3,7           | −0,2           | 3,4            | 7,9            | 11,7           | 15,1           | 13,7           | 8,2            | 2,6            | −1,7           | −4,7           | 3,9            |
| Абсолютний мінімум, °C  | −28,3          | −27,8          | −12,2          | −6,7           | −4,4           | 1,7            | 1,7            | 2,8            | −2,2           | −16,7          | −18,3          | −27,8          | −28,3          |
| Норма опадів, мм        | 32             | 24             | 23             | 21             | 26             | 22             | 6              | 8              | 13             | 20             | 29             | 34             | 258            |
| Днів з опадами          | 9              | 7              | 8              | 7              | 7              | 6              | 2              | 2              | 3              | 5              | 9              | 10             | 75,0           |
| ----------------------- | -------------- | -------------- | -------------- | -------------- | -------------- | -------------- | -------------- | -------------- | -------------- | -------------- | -------------- | -------------- | -------------- |
| Джерело:                |                |                |                |                |                |                |                |                |                |                |                |                |                |

## Демографія
Згідно з переписом 2010 року, у місті мешкало 3267 осіб у 1051 домогосподарстві у складі 758 родин. Густота населення становила 814 особи/км².  Було 1153 помешкання (287/км²).
Расовий склад населення:
| - 63,1 % — білих - 1,3 % — азіатів - 0,7 % — корінних американців - 0,3 % — чорних або афроамериканців - 30,9 % — осіб інших рас |

До двох чи більше рас належало 3,8 %. Частка іспаномовних становила 60,5 % від усіх жителів.
За віковим діапазоном населення розподілялося таким чином: 34,5 % — особи молодші 18 років, 52,4 % — особи у віці 18—64 років, 13,1 % — особи у віці 65 років та старші. Медіана віку мешканця становила 30,1 року. На 100 осіб жіночої статі у місті припадало 100,4 чоловіків;  на 100 жінок у віці від 18 років та старших — 93,9 чоловіків також старших 18 років.
Середній дохід на одне домашнє господарство  становив 47 029 доларів США (медіана — 40 586), а середній дохід на одну сім'ю — 52 733 долари (медіана — 50 197). Медіана доходів становила 42 009 доларів для чоловіків та 29 803 долари для жінок. За межею бідності перебувало 29,6 % осіб, у тому числі 34,3 % дітей у віці до 18 років та 16,9 % осіб у віці 65 років та старших.
Цивільне працевлаштоване населення становило 1199 осіб. Основні галузі зайнятості: освіта, охорона здоров'я та соціальна допомога — 17,3 %, виробництво — 13,2 %, роздрібна торгівля — 12,5 %, сільське господарство, лісництво, риболовля — 12,3 %.